# Jan Mackal
Jan Mackal (* 18. září 1952) je bývalý český fotbalista, útočník.

## Fotbalová kariéra
V československé lize hrál za SU Teplice. Nastoupil ve 2 ligových utkáních. Vnižších soutěžích hrál i za VTŽ Chomutov a Spolanu Neratovice.

## Ligová bilance
| Ročník                                   | Zápasy | Góly | Klub               |
| ---------------------------------------- | ------ | ---- | ------------------ |
| 1. československá fotbalová liga 1977/78 | 2      | 0    | SU Teplice         |
| Česká národní fotbalová liga 1978/79     | -      | -    | Spolana Neratovice |
| Česká národní fotbalová liga 1982/83     | 21     | 2    | VTŽ Chomutov       |
| Česká národní fotbalová liga 1983/84     | 4      | 0    | VTŽ Chomutov       |
| CELKEM 1. liga                           | 2      | 0    |                    |